# هرتسوغن آوراخ
هرتسوغن آوراخ (بالألمانية: Herzogenaurach) هي بلدة ألمانية تقع في ألمانيا في منطقة إرلنغن-هوشتات.

## المدن التوأمة
مدن فولفسبورغ، كايا (بوركينا فاسو)، نوفا غراديسكا و Sainte-Luce-sur-Loire هي مدن توأمة لـهرتسوغن آوراخ.

## أعلام
- أدولف داسلر
- رودولف داسلر
- ألفرد فليتشير